# Чоктавська мова

Сучасне поширення чоктавскої мови

Чоктавська мова поширена серед народності чокто, яка проживає на південному заході США, входить в мускозькі мови. Чоктавська мова була поширена як лінгва франка поселенців кордону на початку 19 ст., причому серед людей, що володіли цією мовою, були майбутні президенти США Ендрю Джексон і Вільям Генрі Гаррісон.
Мова перебуває в близькому спорідненні з чикасавською мовою, причому деякі лінгвісти розглядають їх як два діалекти однієї мови, хоча за іншими даними, носії чактавської мови не розуміють чикасавців.
Старий чоктавський алфавіт складається з 21 букви, двох дифтонгів і 4 назалізованих голосних, сучасний алфавіт містить 26 знаків. Цікаво відзначити, що чоктавська мова не містить звуків, схожих на «r».

## Орфографія
Чоктавська писемність заснована на англійській версії латиниці. Вона виникла в рамках програми уряду США з «цивілізації» корінного населення на початку 1800-х рр.. Існують численні проекти чоктавського алфавіту, з яких найбільше поширення отримали такі:

### «Старий алфавіт»

Чоктавський алфавіт — транслітерація з книги Chahta Holisso Ai Isht Ia Vmmona, 1800-ті рр.

### Алфавіт Байїнгтона / Суонтона

Чоктавський алфавіт, наведений у Choctaw Language Dictionary, автор — Cyrus Byington, пізніше зміни в алфавіт вніс John Swanton, 1909.

### Сучасний (міссісіпський) алфавіт

Сучасний чоктавський алфавіт, використовується асоціацією Mississippi Band of Choctaw Indians.

### Сучасний (лінгвістичний варіант)

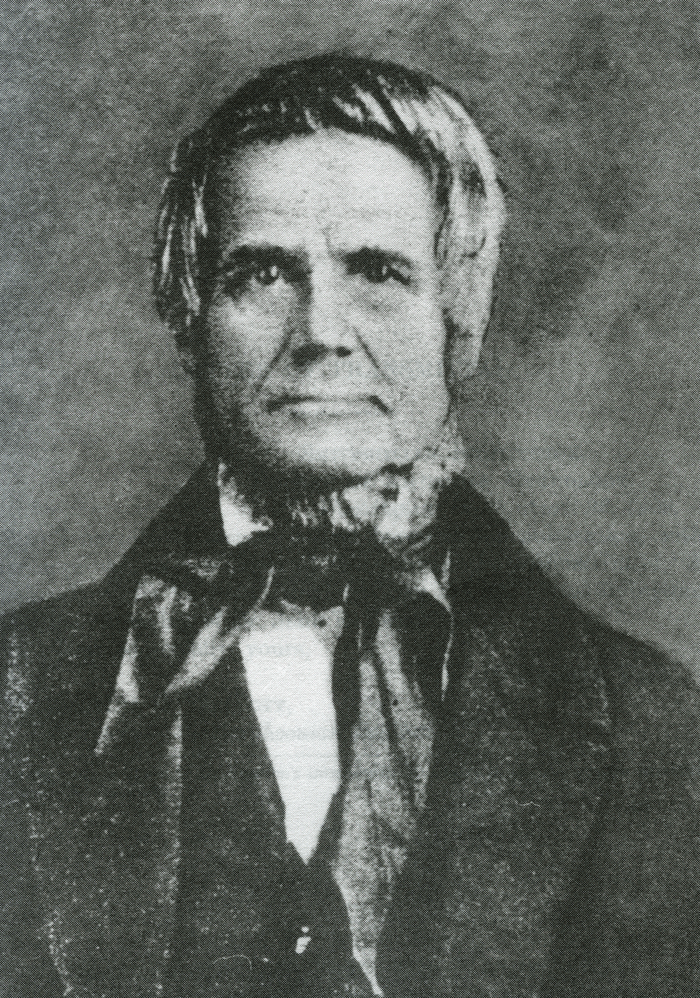
Преподобний Сайрус Байінгтон працював приблизно 50 років над створенням чоктавсько-англійського словника. Він проживав разом з чоктавами в Міссісіпі до їхнього переселення на Індійські території в Оклахомі.

У багатьох публікаціях лінгвістів з чоктавської мови використовується злегка змінений варіант «сучасної орфографії», де довгі голосні передаються подвоєнням літери. У «лінгвістичній» версії акцент акут передає положення акценту, а не довжину голосного.
У даній статті використовується «лінгвістичний» алфавіт.

## Діалекти
У чоктавській мові є 3 діалекти (Mithun 1999): оклахомський (південно-східна Оклахома), міссісіпський (центральна Оклахома) і філадельфійський (бл. Філадельфії, штат Міссісіпі)

## Фонологія

### Приголосні
|                       | Лабіальні | Альвеолярні | Постальвеолярні | Велярні | Гортанні |
| --------------------- | --------- | ----------- | --------------- | ------- | -------- |
| Назальні              | m         | n           |                 |         |          |
| Плозивні              | p, b      | t           |                 | k       |          |
| Африкати              |           |             | tʃ              |         |          |
| Фрикативні            | f         | s           | ʃ               |         | h        |
| Латеральні            |           | l           |                 |         |          |
| Латеральні фрикативні |           | ɬ           |                 |         |          |
| Апроксиманти          |           |             | j               | w       |          |

У деяких різновидах орфографії використовуються символи <š> та <č> для /ʃ/ і /tʃ/; в інших використовуються диграфи <sh> і <ch>. /J / вимовляється <y>, крім того, в більшості сучасних орфографій використовується диграф <lh> для позначення бічного фрикативного.

### Голосні
|                  | Передні   | Центральні | Задні     |
| ---------------- | --------- | ---------- | --------- |
| Закриті          | i, iː, ĩː |            |           |
| Середньо-закриті |           |            | o, oː, õː |
| Відкриті         |           | a, aː, ãː  |           |

У закритих складах [ɪ], [ʊ] і [ə] існують як алофони /i/, /o/ і /a/. У орфографії назалізовані голосні зазвичай передаються підкресленням голосного (наприклад, o  відповідає /õː/), а алофон [ʊ] нерідко пишеться як  <u> .
У традиційній орфографії (використовуваною в чоктавському перекладі Нового Заповіту) використовується <v> і  <u>  для слабких алофонів коротких /a/ і /o/, тобто [ə] і [ʊ].
У даній орфографії також використовується <e> для передачі деяких варіантів /iː/, і  <i>  для інших, а також <a>,  <i> , і <o> для відображення як коротких, так і довгих фонем /a/, /i/ і /o/.

## Морфологія і граматика

### Дієслівна морфологія
Чоктавське дієслово володіє багатою флективно-деривативною морфологією. У чоктавській мові категорія дієслова може також включати слова, які в європейських мовах відносилися б до прикметників або показників кількості. На початку дієслова можуть перебувати до 3 префіксів, а в кінці — до 5 суфіксів.
Крім того, дієслівні корені можуть містити Інфікси, що передають категорію виду.

#### Дієслівні префікси
Дієслівні префікси можна розділити на три групи: погоджувальні (особа, число), аплікативи і анафори (повернення або взаємність дії). Вони вживаються у такому порядку: Узгодження-анафора-аплікатіви-дієслівна основа

##### Афікси узгодження
Афікси узгодження представлені в нижченаведеній таблиці. Майже всі вони — префікси, тільки один (-li) є суфіксом.
|                   | I       | II     | III            | N         |
| ----------------- | ------- | ------ | -------------- | --------- |
| 1-а особа однини  | (-Li)   | Sa-    | Am-/ a-        | Ak-       |
| 2-а особа однини  | Ish-    | Chi-   | Chim-/chi-     | Chik-     |
| 1-а особа множини | Il-/ii- | Pi-    | Pim-/ pi-      | Kil-/kii- |
| 2-а особа множини | Hash-   | Hachi- | Hachim-/hachi- | Hachik-   |
| Не маркується     | Ø       | Ø      | Im / i-        | Ik-       |

I, II і III є нейтральними маркерами для трьох граматичних осіб. Деякі автори називають ці маркери «агенс / паціеенс / датив» або «номінатив / акузатив / датив».
Погоджувальний маркер 1-ї особи однини — /-li/, єдиний суфікс серед погоджувальних маркерів.
Використання маркерів I, II і III пов'язане з досить складним набором умов. Перехідні дієслова являють собою найбільш передбачувану парадигму. У типового перехідного активного дієслова суб'єкт (підмет) приймає маркер I, пряме доповнення — маркер II, а непряме доповнення — маркер III.
Як показує таблиця вище, для третьої особи відсутнє узгодження за числом і особою. Розглянемо такі парадигми: Habli-li-tok. `Я штовхнув його/її/це/їх.’

Ish-habli-tok. `Ти штовхнув його/її/це/їх.’

Habli-tok. `Він/вона/воно/вони штовхнула його/її/це/їх.’

Ii-habli-tok. `Ми штовхнули його/її/це/їх.’

Hash-habli-tok. `Ви штовхнули його/її/це/їх.’
Sa-habli-tok. `Він/вона/воно/вони штовхнули мене.’

Chi-habli-tok. `Він/вона/воно/вони штовхнули тебе.’

Habli-tok. `Він/вона/воно/вони штовхнули його/її/їх.’

Pi-habli-tok. `Він/вона/воно/вони штовхнули нас.’

Hachi-habli-tok. `Він/вона/воно/вони штовхнули вас.’

Am-anoli-tok. `Він/вона/воно/вони сказали мені.’

Chim-anoli-tok. `Він/вона/воно/вони сказали тобі.’

Im-anoli-tok. `Він/вона/воно/вони сказали йому/їй/їм.’

Pim-anoli-tok. `Він/вона/воно/вони сказали нам.’

Hachim-anoli-tok. `Він/вона/воно/вони сказали вам.’

Якщо у перехідного дієслова є більше одного узгоджувального префікса, то префікс I передує префіксам II і III: Iichip  í  satok. 

Ii-chi-p  í  sa-tok. 

1 множ. I — 2 одн. II -дивитися <ngr> -мин.ч. 

Ми бачили тебе.
Ishpimanoolitok. 

Ish-pim-anooli-tok. 

2 одн. I — 1 множ. III -сказати — мин.ч. 

Ти сказав нам.
У неперехідних дієсловах — складніша парадигма узгодження. Для неперехідних дієслів суб'єкти активних дієслів зазвичай вимагають узгодження I типу, суб'єкти стативних дієслів — II типу, а тип III потрібен для суб'єктів ряду дієслів «психологічного» значення.
Baliililitok. 

Baliili-li-tok. 

бігти — 1 особа однини I — мин.ч. 

`Я біг.’

Saniyah. 

Sa-niya-h. 

1 ос. одн. II — жирний -час 

`Я жирний.’
 A  ponnah. 

 A -ponna-h. 

1 ос. одн. III -умілий -час 

`Я умілий.’
Такий тип морфології зазвичай описується як модель «актив-статив».

##### Заперечення
Ряд погоджувальних маркерів, зазначених вище як N, використовуються для заперечення. Заперечення має декілька різних маркерів, при цьому погоджувальний маркер, зазначений I, в негативній конструкції замінюється на відповідний маркер, позначений N, дієслово з'являється в подовженій формі (див. нижче), а суфікс /-o(k)-/ слідує за дієсловом, при цьому зникає попередній кінцевий голосний. Факультативний суфікс /-kii/ може додаватися після /-o(k)-/.
Розглянемо наступний приклад: Akíiyokiittook. 

Ak-íiya-o-kii-ttook. 

1 ос. од. N — йти <lgr>-запер.-запер.-минул,. 

`Я не пішов’

Позитивний варіант цієї ж фрази: Iyalittook 

Iya-li-ttook. 

йти-1 ос. од. I -минул,. 

`Я пішов’

Щоб перетворити наведений приклад в негативну форму, суфікс 1 особи однини /-Li/ замінюється на префікс 1 особи одн запер. /Ak-/; корінь дієслова iya подовжується і отримує акцент — виходить íiya; додається суфікс /-o/, кінцевий голосний групи iiya опускається, і додається суфікс /-kii /.

##### Анафоричні префікси
Рефлексії (повернення) позначається префіксом /ili-/, а взаємність — префіксом /itti-/:
Ilipísalitok. 

Ili-p  í  sa-li-tok. 

Повернення — бачити <ngr>-1-а особа одн. -мин.ч. 

Я бачив себе.

#### Дієслівні суфікси
Якщо дієслівні префікси позначають зв'язок між дієсловом і його аргументом, то суфікси охоплюють ширшу семантичну сферу, включаючи інформацію про валентності, модальності, час й очевидності.
У наступних прикладах представлені модальні та тимчасові суфікси, як /-aachii/ 'irrealis' (приблизно передає майбутній час), /-tok/ 'минулий час', /-h/ 'часи за замовчуванням' :
Baliilih. 

Baliili-h. 

бігти — час за замовчуванням 

Вона біжить. 

Baliilaachih. 

Baliili-aachi-h. 

бігти-нерегулярність-час за замовчуванням 

Вона побіжить.
Є також суфікси, які позначають очевидність, або джерело очевидності твердження, як у такій парі: Nipi 'awashlihli. 

Nipi 'awashli-hli 

м'ясо смажити-очевидність 

Вона смажила м'ясо (я бачив, як вона робила це).
Nipi 'awashlitokasha. 

Nipi 'awashli-tok-asha 

м'ясо смажити-мин.-здогадка 

Вона смажила м'ясо (як я вважаю).
Існують також суфікси, які означають, що речення — питальне, окличне, наказове: Awashlitoko? 

Awashli-tok-o 

смажити — мин.ч. -питання 

Вона посмажила це?
Chahta 'siahokii! 

Chahta 'si-ah-okii 

Чоктау 1 ос.одн. II -бути -час -оклич. 

Я — чоктау! (Або: безумовно, я — чоктау!)

#### Дієслівні інфікси
До дієслівних основ в чоктавській мові приєднуються різні інфікси, які зазвичай передають дієслівний вид (традиційно іменуються «ступені», `grades '):
| Найменування «ступеня» | Утворення | Використання                                                                                                 |
| ---------------------- | --- | --- |
| N-ступінь              | Інфікс n в передостанньому складі, наголос на цьому складі | Дуратив (дія триває певний проміжок часу)                                                                    |
| L-ступінь              | Акцент на передостанньому складі, подовження голосного складу, якщо він відкритий                                                                                  | Перед кількома поширеними суфіксами, такими, як заперечення /-o(k)/ і змінні відносні маркери /-cha/ і /-na/ |
| Hn-ступінь             | Вставити новий склад /-hV/ після передостаннього складу. V — назалізований варіант попереднього приголосного.                                                      | Для передачі повторюваності дії, вираженої даним дієсловом                                                   |
| Y-ступінь              | Вставити -Vyy- перед передостаннім складом | Для передачі уповільненого початку дії                                                                       |
| G-ступінь              | Утворюється подовженням передостаннього голосного кореня, з акцентом на перед-передостанньому складі, і гемінацією приголосного перед перед-передостаннім складом. | Для передачі уповільненого початку дії                                                                       |
| H-ступінь              | Вставити -h- після передостаннього голосного в корені. | Раптова дія                                                                                                  |

Приклади, що ілюструють наведені вище «ступені»: У наступному прикладі l-ступінь утворюється за допомогою суфіксів /-na/ «інший суб'єкт» і /-o(k)/ «заперечення»:
… Lowat táahana falaamat akíiyokiittook.

lowa-t táaha-na falaama-t ak-íiya-o-kii-ttook 

горіти -ss заверш. <lgr>-ds повернення -ss 1 ос. одн. N-йти <lgr>-запер-запер-довг.мин,. 

`… (Школа) згоріла, і я не повернувся.’
g-ступінь і y-ступінь зазвичай перекладаються як «нарешті зробив»: Taloowah. 

Taloowa-h 

співати -час 

`Він співав’. 

Tálloowah. 

Tálloowa-h 

співати <ggr>-час 

`Він нарешті заспівав’. 

hn-ступінь зазвичай перекладається як «продовжувати робити що-небудь»: Oh  ó  bana nittak pókkooli 'oshtattook. 

Oh  ó  ba-na nittak pókkooli 'oshta-ttook 

дощ <hngr> -ds день десять чотири -d-мин,. 

`Дощ тривав сорок днів’. 

h-ступінь зазвичай перекладається як «тільки що зробив» або «робив протягом короткого часу»: Nóhsih. 

Nóhsi-h 

спати <hgr> -час 

`Він задрімав ненадовго’.

### Морфологія імені

#### Іменні префікси
До іменників приєднуються префікси узгодження з власником. Узгоджувальні маркери класу 2 використовуються тільки для специфічного класу іменників, що включає багато (але не всі) термінів спорідненості і частини тіла. Цей клас зазвичай позначається як «клас невідчужуваної власності» (inalienable).
sanoshkobo 'моя голова' 

sa-noshkobo '

1-а особа-одн.-II-голова 

chinoshkobo 'твоя голова' 

chi-noshkobo '

2-а особа-одн.-II-голова 

noshkobo 'його/її/їх голова' 

noshkobo '

голова 

sashki 'моя мати' 

sa-ishki '

1-а особа-одн.-II -мати 

chishki 'твоя мати' 

chi-ishki '

2-а особа-одн.-II-мати
Іменники, для яких не передбачено погодження типу II, приєднують маркери типу III:
 aki 'мій батько' 

 a-ki '

1-а особа-одн.-III-батько
amofi 'моя собака' 

am-ofi '

1-а особа-одн.-III-собака
Хоча в ряді мов для відмінностей такого роду звичайно використовується термін «відчужувана / невідчужувана власність», для чоктавської мови він не зовсім коректний, оскільки відчужуваність має на увазі семантичне розрізнення типів іменників.
Морфологічна відмінність між іменами з узгоджувальною маркерами типів II і III у чоктавській мові лише частково збігається з семантичним поняттям відчужуваності.

#### Іменні суфікси
Чоктавські іменники мають в постпозиції різні визначальні й відмінкові суфікси, як у наступних прикладах, де зустрічаються визначники /-ma/ `той’, /-pa/ `цей’ /-akoo/ `протилежний’, а також відмінкові суфікси /-(y)at/ 'номінатив' та /-(y)a/ 'акузатив':
alla 'naknimat 

alla 'nakni-m-at 

дитина чоловічої статі-це-номінатив 

`Цей хлопчик (номінатив)’

Hoshiit itti chaahamako obiniilih. 

Hoshi'-at itti 'chaaha-m-ako o-biniili-h 

птах — номінатив дерево високий — це -cntr: acc супересив-сидіти-показник часу 

`Птах сидить на тому високому дереві’(а не на низькому)
Останній приклад показує, що назалізація останнього голосного після N — звичайний спосіб утворення акузатива.

### Синтаксис і відмінкові маркери
Найпростіші речення в чоктавській мові складаються з дієслова та маркера часу, як у наступних прикладах:
Obatok.

Oba-tok 

Дощити-мин.ч. 

Йшов дощ.
Niyah.

Niya-h 

Жирний-час 

Він/вона/воно — жирний/жирна/ жирне. 

Вони жирні.
Písatok.

Písa-tok 

Бачити <ngr> -мин.ч. 

Він/вона/воно бачив/ла/ло його/її/їх.
Як видно з цих прикладів, в чоктавському реченні наявність іменника не обов'язкова, і немає дієслівного узгодження з вказівкою на суб'єкт або об'єкт 3 особи.
Немає вказівки на граматичний рід, а для аргументів третьої особи немає вказівки на граматичне число (проте є кілька дієслів з Суплетивними формами, що позначають число суб'єкта або об'єкта, напр. Iyah `йти (одн.)’, ittiyaachih` йти (дв. ч.)’, і ilhkolih `йти (у множині)’.)
Коли є явний суб'єкт, він обов'язково маркується номінативним відмінком /-at/. Суб'єкт передує дієслову
Hoshiyat apatok.

Hoshi'-at apa-tok 

птах -ном. їсти-мин,. 

`Птахи з'їли їх '.
При наявності явного суб'єкта він може (не обов'язково) маркуватися як акузатив /-a/: 

Hoshiyat shoshi (-ya) apatok.

Hoshi'-at sho shi '(-a) apa-tok. 

птах -ном. жук-(акк.) їсти -мин,. 

'Птахи з'їли жуків'. 

У чоктавському реченні зазвичай дієслово знаходиться в кінці.

У ряді фраз визначуване знаходиться в кінці, ім'я володаря передує імені власності:
Ofi' hohchifo'  

собака ім'я 

'Ім'я собаки' 

Tamaaha 'bilika

місто близько 

`Біля міста’

## Лексика

### Поширені фрази і слова
- Чоктави (народ):Chahta
- Привіт!: Halito!
- До зустрічі!: Chi pisa la chike!
- Число: holhtina / holhtini
- Спасибі: Yakokí
- Як тебе звати?: Chi hohchifo yat nanta?
- Мене звуть …: Sa hohchifo yat …
- Так: a
- Ні: kíyo
- О-кей: ohmi
- Не розумію: Ak akostiníncho.
- Не знаю: Ak ikháno.
- Ви говорите чоктавською?: Chahta imanompa ish anompola hinla ho?
- Що це таке?: Yammat nanta?
- Черокі: Chalaki
- Чикасави: Chickashsha
- Семіноли: Siminóli
- Крик/Маскоги: Maskóki
- Сьогодні: himak nittak
- Сьогодні ввечері: himak ninak
- Завтра: onnakma
- Вчора: piláshásh
- Місяць: hashi
- Рік/2008: affami / talhípa sippokni toklo akochcha otochchína
- Будинок: chokka
- Школа: holisso ápisa
- Кіт: katos
- Собака: ofi
- Корова: wák
- Кінь: issoba / soba

### Числівники до двадцяти
- 1:achoffa
- 2:toklo
- 3:tochchína
- 4:oshta
- 5:talhlhapi
- 6:hannali
- 7:otoklo
- 8:otochchina
- 9:chakkali
- 10:pokkoli
- 11:awahachoffa
- 12:awahtoklo
- 13:awahtochchina
- 14:awahoshta
- 15:awahtalhlhapi
- 16:awahhannali
- 17:awahotoklo
- 18:awahuntochchina
- 19:abichakkali
- 20:pokkoli toklo